# 의뢰인 (1994년 영화)
《의뢰인》(영어: The Client)은 1994년 개봉한 미국의 법정 스릴러 영화이다. 존 그리셤의 1993년 동명 소설이 원작이며, 조엘 슈매커가 연출하고, 수전 서랜던, 토미 리 존스, 브래드 렌프로, 메리루이즈 파커, 앤서니 러팔리아, 앤서니 에드워즈, 오시 데이비스 등이 출연하였다. 우연히 마피아 변호사의 자살 시도 현장에 발을 들인 어린 목격자가 스스로를 보호하기 위해 한 변호사에게 의뢰를 하면서 벌어지는 이야기를 다룬다.
수전 서랜던은 이 영화를 통해 1995년 제67회 아카데미상 여우주연상 후보에 올랐으며, 제48회 영국 아카데미 영화상 여우주연상을 수상하였다. 브래드 렌프로는 제16회 젊은 예술가상 영화 부문 남우주연상을 받았다.

## 출연진
- 수전 서랜던 - 리지나 "레지" 러브 역
- 토미 리 존스 - 연방 검사 로이 "레버런드 보이" 폴트리그 역
- 브래드 렌프로 - 마크 스웨이 역
- 메리루이즈 파커 - 다이앤 스웨이 역
- 앤서니 러팔리아 - 배리 "더 블레이드" 멀다노 역
- J. T. 월시 - 제이슨 맥순 역
- 앤서니 에드워즈 - 클린트 밴후저 역
- 오시 데이비스 - 해리 루즈벨트 판사 역
- 윌 패튼 - 하디 경사 역
- 브래들리 휫퍼드 - 연방 검사보 토머스 핑크 역
- 앤서니 힐드 - FBI 요원 래리 트루먼 역
- 킴 코츠 - 폴 그롱키 역
- 윌리엄 H. 메이시 - 그린웨이 의사 역
- 킴벌리 스콧 - 경비 도린 역
- 존 딜 - 잭 낸스 역
- 론 딘 - 조니 "엉클 조니" 설라리 역
- 윌리엄 샌더슨 - FBI 요원 월리 복스 역
- 앤디 스탈 - FBI 요원 셰프 역
- 월터 올커위츠 - 제롬 "로미" 클리퍼드 역
- 댄 캐스털러네타 - "슬릭" 멀러 역

## 우리말 녹음
| KBS 성우진 (1998년 1월 1일) - 이향숙 - 마크 스웨이(브래드 렌프로) - 이선영 - 레지 러브(수전 서랜던) - 설영범 - 폴트리그(토미 리 존스) - 김환진 - 배리(앤서니 러팔리아) - 성완경 - 클린트(앤서니 에드워즈) / 하디 경사(윌 패튼) / 낸스 / 피자 배달원 - 최덕희 - 다이앤(메리루이즈 파커) / 흑인 비서 / 간호사 - 이봉준 - 의사(윌리엄 H. 메이시) / 기자 / FBI 요원 - 박상일 - 조니(론 딘) - 문영래 - 마크를 죽이려는 남자 - 최병상 - 멤피스 경찰 - 성선녀 - 레지 엄마 / 캐런 간호사 / 여자간수 / 흑인 여경찰 / 비서 - 온영삼 - 윤병화 - 이호인 | SBS 성우진 (2004년 6월 13일) - 최문자 - 마크 스웨이(브래드 렌프로) - 이선영 - 레지 러브 변호사(수전 서랜던) - 유강진 - 폴트리그 검사(토미 리 존스) - 김익태 - 배리(앤서니 러팔리아) - 배정미 - 다이앤(메리루이즈 파커) - 윤여진 - 마크 동생 / 간호사 / 여자 간수 외 - 온영삼 - 임수아 - 유민석 - 이재용 - 홍승섭 - 윤복성 - 장성호 - 류다무현 |  |